# 观胜镇 (重庆市)
观胜镇，是中华人民共和国重庆市荣昌区下辖的一个乡镇级行政单位。

## 行政区划
观胜镇下辖以下地区：
睡佛社区、凉坪社区、云峰村、银河村和许友村。